# Dysdaemonia
Dysdaemonia este un gen de molii din familia Saturniidae. 

## Specii
- Dysdaemonia australoboreas Brechlin & Meister, 2009
- Dysdaemonia boreas (Cramer, 1775)
- Dysdaemonia brasiliensis W. Rothschild, 1907
- Dysdaemonia concisa Becker & Camargo, 2001
- Dysdaemonia fosteri W. Rothschild, 1906
- Dysdaemonia undulensis Brechlin & Meister, 2009